# Jami kavaii
A jami kavaii egy 2017 végén, de inkább 2018 elején kialakult japán divatirányzat, mely Haradzsuku negyedben a legnépszerűbb. Nevét és főbb jellemzőit illetően a jume kavaii (álomszerű) kifordítása jamivá, vagyis beteggé vagy betegessé.
Gyakran emlegetik ezt az irányzatot az anti kavai megmozdulás részeként is, mely főként a punk kinézetből táplálkozik. Követői gyakran viselnek olyan ruhadarabokat, melyeken anime karakterek szerepelnek halállal kapcsolatos, vagy cinikus idézetekkel vagy magukban láthatóak ezek az feliratok.

## A szó
A jami szó arra fordítható úgy, hogy egy karakter beteg, akár mentálisan, akár fizikailag, de akár fájdalomként vagy akár kórházként is. Többféle megjelenése is lehet, de a Haradzsukuban úgy jelent, meg ahogyan sok más hasonló is „édes, de furcsa”.
Főbb elemeit tekintve nagyban támaszkodik az egyéb kawai irányzatokra, de pasztellszínei közé gyakran kerülnek be fekete,sötétlila,vörös,szürke ruhadarabok, melyek megbontják az egységét, új mélységet visznek bele. Mind ruhákon, mind kiegészítőkön vagy akként jelenik meg a géz,különböző színű és mintájú tapaszok, fecskendők, pirulák, koponyák, gázmaszkok, sőt akár rendes, piros színű vagy épp rózsaszín művér is.
Gyakran hasonlítják a kova-kavaii 'ijesztően aranyos'-hoz is melynél gyakrabban jelennek meg szemgolyók és goth-ban használt elemek.  A jami kavaii inkább femininnek mondható, fő kakaraktere a Biszuko Ezaki névre hallgató művész által megrajzolt Menhera vagy Menhera-csan, aki saját mangát is kapott.

## Menhera-csan
Biszuko úgy nyilatkozott, hogy a népszerűséget a karakter pasztellszínű lágyságának és antiszociális vagy egyenesen morbid mondatai kontrasztjának köszönheti.  A karakter neve beszélő név, a menhera szóból jön mely kifejezést a mentálisan instabil emberekre szokás használni. A név ugyan meglehetősen negatív, de a mangafigura kellemes, aranyos kinézete miatt az emberek hajlamosak szeretni. Menhera-csan egy iskoláslány kinézetével rendelkezik, főként pasztellszínei vannak, többnyire egyenruhát visel, gyakran felfedezhetők mellette,rajta disszonáns részletek, például vér, tapasz, kötések az alkarján, csuklóján, illetve pengék és keresztek is.
Biszuko egyetemi évei alatt alkotta meg a karaktert, mikor élete stresszessé, zaklatottá kezdett válni, a rajzolással akart elmenekülni a valóságból. A terápiás rajzolásból később üzlet lett, így a művész jelenleg is keményen dolgozik, de még mindig nem vesztette el felszabadító jellegét.

## Társadalmi jelentősége
Amellett, hogy ennél a stílusnál gyakran jelenik meg a fekete humor,  viszont van egy sokkal sötétebb aspektusa is, mivel foglalkozik a mentális betegségekkel is, ami a japán társadalomra nem kifejezetten jellemző. Éppen emiatt a tabu miatt alakult ki ez a stílusirányzat, valamint amiatt, hogy jelenleg Japánnak a legmagasabb az öngyilkossági rátája, amire érdemes felhívni a figyelmet. A Jami kavai divatirányzat, ugyanakkor lehetőséget ad komplex érzelmek kifejezésére, ezáltal pedig a depresszióban vagy egyéb mentális betegségben szenvedők képesek felismerni egymást, segíteni egymáson.
A stílus másik promotálója a Aoi-uni, egy fiatal festőnő, aki megrendezte a Menhera Kiállítás névre hallgató  művészetet támogató rendezvényt, ahol fiatal művészek állíthatják menhera és jami kavai által inspirált műveiket és el is adhatják azokat.
A Jami kavai összességében jóval befogadhatóbb a nyugat számára, mint a többi kavai stílus, mivel sokkal kevésbé tabu már a mentális problémák kifejezése.